# 29401 Астерікс
29401 Астерікс (29401 Asterix) — астероїд головного поясу, відкритий 1 жовтня 1996 року.
Тіссеранів параметр щодо Юпітера — 3,306.